# Municipio de Epps
El municipio de Epps (en inglés: Epps Township) es un municipio ubicado en el condado de Butler en el estado estadounidense de Misuri. En el año 2010 tenía una población de 3171 habitantes y una densidad poblacional de 22,74 personas por km².

## Geografía
El municipio de Epps se encuentra ubicado en las coordenadas 36°48′56″N 90°33′35″O / 36.81556, -90.55972. Según la Oficina del Censo de los Estados Unidos, el municipio tiene una superficie total de 139.46 km², de la cual 138.73 km² corresponden a tierra firme y (0.52%) 0.73 km² es agua.

## Demografía
Según el censo de 2010, había 3171 personas residiendo en el municipio de Epps. La densidad de población era de 22,74 hab./km². De los 3171 habitantes, el municipio de Epps estaba compuesto por el 95.3% blancos, el 1.39% eran afroamericanos, el 0.41% eran amerindios, el 1.14% eran asiáticos, el 0.03% eran isleños del Pacífico, el 0.06% eran de otras razas y el 1.67% pertenecían a dos o más razas. Del total de la población el 1.29% eran hispanos o latinos de cualquier raza.